# Nippon Soul
Nippon Soul ist ein 1963 in Japan aufgenommenes Jazz-Livealbum von Cannonball Adderley.

## Das Album

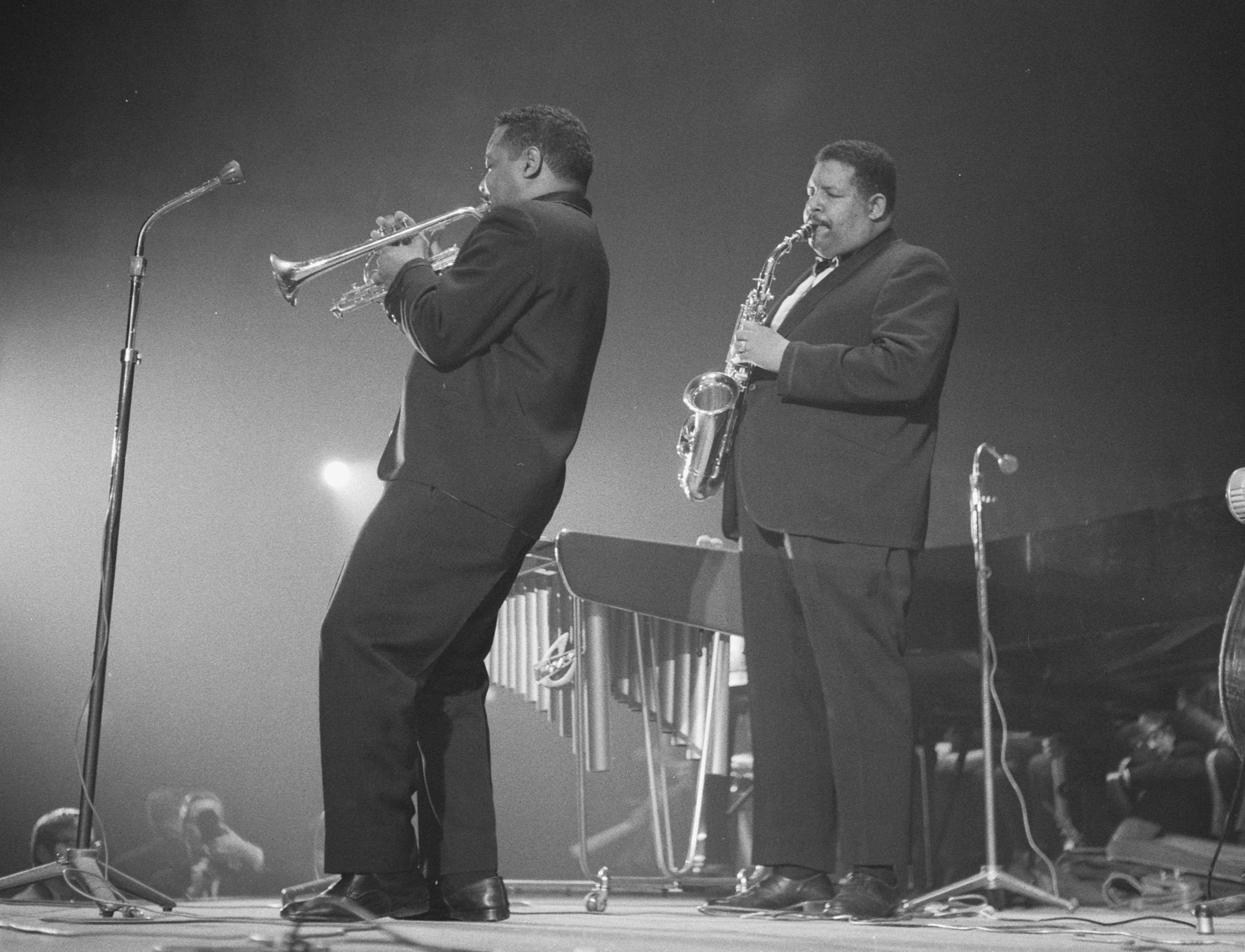
Nat und Cannonball Adderley (1961 in Amsterdam)

Das Album wurde am 9., 14. und 15. Juli 1963 während Konzerten in der Sankei Hall in Tokyo aufgenommen. Das Sextett, das neben Cannonball Adderley selbst aus seinen Bruder am Kornett, dem Multiinstrumentalisten Yusef Lateef, dem Bassisten Sam Jones, dem Schlagzeuger Louis Hayes und den zu diesem Zeitpunkt noch am Anfang seiner internationalen Karriere stehenden Joe Zawinul bestand, gilt als eine der besten Adderley-Bands.
Lateef steuerte zwei Stücke bei, darunter Brother John (für John Coltrane), das ein ausgedehntes Oboen-Solo von Lateef enthält. Die Standards, Easy to Love von Cole Porter und Come Sunday aus der Black, Brown and Beige-Suite von Duke Ellington wurden von Zawinul arrangiert. Die CD wurde mit dem Bonustrack Work Song von Nat Adderley veröffentlicht, der in der Vorwoche in gleicher Besetzung aufgenommen wurde und ursprünglich auf dem Album The Japanese Concerts von 1975 veröffentlicht wurde.
Japan war Anfang der 1960er Jahre offen für viele westliche Einflüsse, darunter auch Jazz. Vor Cannonball Adderley hatten aber nur wenige amerikanische Jazz-Musiker Konzerte in Japan gegeben, so etwa Art Blakey und Horace Silver. Die Tour des Adderley Sextett war ein voller Erfolg. Die Konzertsäle waren meist ausverkauft. Die Sankei Hall, in dem das Konzert aufgenommen wurde, hat etwa das gleiche Fassungsvermögen wie die Carnegie Hall. Aus der Tournee wurden noch zwei weitere Alben veröffentlicht, das Album Autumn Leaves 1963 sowie Japanese Concerts 1975. Auf späteren Touren trat das Adderley Quintett, allerdings ohne Lateef und mit Victor Gaskin am Bass und Roy McCurdy am Schlagzeug in der Sankei Hall auf. Von einem Auftritt im Jahr 1966 wurde das Album Cannonball in Japan veröffentlicht.

## Rezeption
Allmusic vergab für das Album vier von fünf möglichen Sternen. Stewart Mason schrieb über das Album:

“...a solid live set that showcases one of Cannonball Adderley's finest groups...Often overlooked, this is one of Adderley's finest albums,”

„...ein solides Live-Set, das eines der besten Gruppen von Cannonball Adderley zeigt...Oft übersehen, ist es eines von Adderleys besten Alben.“

The Penguin Guide to Jazz gab dem Album drei Sterne und schrieb:

“Zawinul is still no more than a good bandsman, and Lateef's touches of exotica - such as the oboe solo on Brother John or his fury Roland Kirk-like flute improvisations - are an awkward match for the sunnier disposition of the customary material.”

„Zawinul ist immer noch nicht mehr als ein guter Musiker und Lateef’s Hauch von Exotik – wie das Oboensolo auf Brother John oder seine ungestümen, Roland Kirk-artigen Flötenimprovisationen – bilden ein ungeschicktes Gegenstück zu der sonnigeren Einstellung des üblichen Materials.“

## Titelliste
1. Nippon Soul (Nihon No Soul) (Julian „Cannonball“ Adderley) – 9:34
2. Easy to Love (Cole Porter) – 3:49
3. The Weaver (Yusef Lateef) – 10:50
4. Tengo Tango (Julian „Cannonball“ Adderley, Nat Adderley) – 2:40
5. Come Sunday (Duke Ellington) – 7:03
6. Brother John (Lateef) – 13:03
7. Work Song (Nat Adderley) – 9:06 Bonustrack auf CD